# L'odissea di Glystra
L'odissea di Glystra (Big Planet), edito in italiano anche coi titoli Il grande pianeta e Glystra, è un romanzo di fantascienza del 1952 dello scrittore statunitense Jack Vance. Assieme al successivo romanzo Il mondo degli Showboat fa parte del ciclo del Grande Pianeta. Venne pubblicato per la prima volta nella rivista Startling Stories.

## Trama
Il Centro Terra ha inviato sul Grande Pianeta un'astronave con una commissione incaricata di contattare la colonia terrestre e l'evolversi della situazione politica del pianeta, soprattutto a causa del dittatore di Bajarnum di Beaujolais, che minaccia di espandersi. Il pianeta, enormemente più grande della Terra ma con ecosistema e gravità simili, è stato popolato dai terrestri fuggiti o semplicemente espatriati, formando stati, regni, territori indipendenti.
La commissione non riesce a raggiungere la colonia, poiché a causa di un attentato naufraga agli antipodi della colonia terrestre. Claude Glystra, comandante della spedizione, si mette in marcia con gli otto sopravvissuti per i sessantamila chilometri che li dividono dalla meta, incontrandosi e scontrandosi con gli indigeni e scoprendo ulteriori tradimenti all'interno della carovana.

## Edizioni
La traduzione dell'edizione Urania e Classici Urania è di Hilia Brinis, le copertine di Carlo Jacono per il n° 177 e Karel Thole per il n° 680. Per Urania Collezione, del luglio 2008, la copertina è di Franco Brambilla.
- Jack Vance, Big Planet, in Startling Stories, 1952.
- Jack Vance, L'odissea di Glystra, traduzione di Hilia Brinis, Urania n° 177, Arnoldo Mondadori Editore, 1958.
- Jack Vance, L'odissea di Glystra, traduzione di Hilia Brinis, Urania n° 680, Arnoldo Mondadori Editore, 1973.
- Jack Vance, L'odissea di Glystra, traduzione di Hilia Brinis, Classici Urania n° 86, Arnoldo Mondadori Editore, 1984,  p. 173.
- Jack Vance, L'odissea di Glystra, Urania Collezione n° 66, Arnoldo Mondadori Editore, 1975.